# Lucius D. Hill
Lucius D. Hill (* 1856; † 1933) war ein US-amerikanischer Politiker. Zwischen 1925 und 1927 war er als Präsident des Staatssenats faktisch Vizegouverneur des Bundesstaates Tennessee, auch wenn dieses Amt formell erst 1951 eingeführt wurde.

## Werdegang
Lucius Hill besuchte private Schulen und dann das Burritt College in Spencer. Er studierte Jura und wurde 1881 als Rechtsanwalt zugelassen. Anschließend praktizierte er in diesem Beruf. Zeitweise amtierte er auch als Richter. Politisch schloss er sich der Demokratischen Partei an. Zwischen 1886 und 1890 saß er als Abgeordneter im Repräsentantenhaus von Tennessee; von 1923 bis 1927 gehörte er dem Staatssenat an, dessen Präsident er seit 1925 war. Zwischen 1917 und 1921 war er für die Bundesregierung als Beauftragter für Grenzfragen mit Mexiko tätig.
Im Jahr 1925 wurde Hill als Präsident des Staatssenats Stellvertreter von Gouverneur Austin Peay. Damit bekleidete er faktisch das Amt eines Vizegouverneurs. Dieser Posten war bzw. ist in den meisten anderen Bundesstaaten verfassungsmäßig verankert; in Tennessee ist das erst seit 1951 der Fall. Lucius Hill starb im Jahr 1933.